# لونخو دوساره
لونخو دوساره (انگلیسی: Lunkho e Dosare) کوهی در کوه‌های هندوکش است که مرز میان افغانستان و پاکستان جای دارد. بلندای آن ۶۹۰۱ متر (۲۲۶۴۱ پا) است.